# Корн (албум)
Корн (на английски: Korn) е едноименният дебютен албум на групата „KoRn“, пуснат на пазара на 11 октомври 1994 г. Продуциран е от Имортъл Рекърдс и Епик Рекърдс.
В музикално отношение песните са смесица от гръндж (смесица на пънк и хевиметъл), също така хип-хоп и фънк. Докато тези елементи са копирани от други банди, албумът включва елементи уникални за Корн, например употребата на гайда в песента „Shoots And Ladders“.
„Daddy“ – песента, с която завършва албумът – е музикално и емоционално тежка. Текстът е насочен срещу детското насилие – тема, закодирана на обложката чрез зловещо обрисувана сянка на възрастен, падаща върху играещо на люлка дете. Преди началото ѝ певецът Джонатан Дейвис моли за прошка майка си. Започваща с хармонична акапела от вокали, песента завършва със звука от риданията на Дейвис.
Албумът изиграва голяма роля за издигането на ню метъла. Групата „KoRn“ се доказва като най-влиятелната, впоследствие влияеща ню метъл група каквито са Limp Bizkit, Adema, Coal Chamber и Slipknot и дори сред утвърдени групи като Sepultura и Machine Head.
От излизането си през 1994 година от албума се продават над 2 700 000 копия, въз основа на което получава двойно платинен сертификат от RIAA.
Това е третият по успех албум на KoRn.
1. „Blind“ – 4:19
2. „Ball Tongue“ – 4:29
3. „Need To“ – 4:01
4. „Clown“ – 4:37
5. „Divine“ – 2:51
6. „Faget“ – 5:49
7. „Shoots and Ladders“ – 5:22
8. „Predictable“ – 4:32
9. „Fake“ – 4:51
10. „Lies“ – 3:22
11. „Helmet in the Bush“ – 4:02
12. „Daddy“ – 17:31

## Състав по албума
- Реджиналд Арвизу – бас
- Джонатан Дейвис – вокали, гайда („Shoots and Ladders“)
- Чък Джонсън – музикален инженер, миксиране
- Джудит Кийнър – вокали (приспивната песен в края на „Daddy“)
- Рос Робинсън – продуцент, музикален инженер, миксиране
- Еди Шреър – мастеринг
- Джеймс Шафър – китара
- Дейвид Силверия – барабани
- Стефън Стиклър – фотографии
- Брайън Уелч – китара, вокали